# Steincker Ferenc
Steinecker Ferenc (Lakócsa, 1876. június 2. – Budapest, 1938. február 11.) jogász, egyetemi tanár, agrárpolitikus.

## Életútja
Steinecker Ferenc és Pállya Laura fia. Miután tanulmányait elvégezte, 1900-ban a földművelésügyi minisztériumhoz került. Itt később mint több osztálynak a vezetőjeként működött, majd az elnöki osztály főnöke lett. 1920 és 1938 között tanított a közgazdasági egyetemen, ahol az államtant és falupolitikát adta elő. A Faluszövetség megalakításában is részt vett. Magyarázatot írt a mezőgazdasági termények, termékek és cikkek hamisításának tilalmazásáról szóló törvényhez (Az 1895: XLVI. tc. magyarázata, Bp., 1906 és 1916). Felesége Mocsári Malvina volt.

## Fontosabb művei
- Alkotmánytan és közigazgatástan (Bp., 1931)
- Községpolitika (Bp., 1934)
- A falukutatás célja (Bp., 1937)
- A földművelésügyi törvények és rendeletek gyűjteménye (I – III., Bp., 1939)